# Borapisma chinai
Borapisma chinai là một loài ruồi trong họ Asilidae. Borapisma chinai được Hull miêu tả năm 1957. Loài này phân bố ở miền Ấn Độ - Mã Lai.